# Operación Rimau
La Operación Rimau fue un ataque a embarcaciones japonesas en el puerto de Singapur, llevada a cabo por el comando aliado Unidad Especial Z, durante la Segunda Guerra Mundial. Esta sucedió a la exitosa operación Jaywick, que tuvo lugar en 1943.
Rimau (en malayo Tigre) fue dirigida por el hombre responsable de la operación Jaywick, el teniente coronel Ivan Lyon del Gordon Highlanders. El objetivo de la operación (originalmente llamada Operación Hornbill) era hundir los navíos japoneses por medio de minas de adhesión. Canoas motorizadas semi-sumergibles, conocidas como bellas durmientes, serían utilizadas para acceder al puerto.
Lyon dirigió un contingente de la Unidad Especial Z compuesto por 21 hombres. Dejaron su base en Australia a bordo del submarino británico HMS Porpoise (N14) el 11 de septiembre de 1944. Cuando alcanzaron la isla de Merapas, la cual iba a ser su base de avanzada, se descubrió que estaba habitada. Para asegurar que sus provisiones permanecieran ocultas para los nativos, uno de los oficiales del submarino, el teniente Walter Carey, permaneció en Merapas como guardia.
La Unidad requisó un junk malayo, llamado Mustika. Tomando la tripulación malaya a bordo del submarino, la unidad Z transfirió su equipo al junk y el Porpoise partió. El teniente Lyon decidió dejar cuatro hombres más con Carey; el cabo Colin Craft, el suboficial Alf Warren y el cabo Hugo Pace o sargento Colin Cameron (hay diferentes referencias sobre la identidad del cuarto hombre).
Mientras tanto, el Mustika se acercó a su objetivo. El día del ataque planeado, el 10 de octubre de 1944, un desastre ocurrió. Un bote patrulla interceptó al Mustika y alguien a bordo abrió fuego. Ya sin cubierta, Lyon no tuvo más opción que abortar la misión. Después de volar el junk y las bellas durmientes, ordenó a sus hombres que regresaran a Merapas. Sin embargo, Lyon dirigió una pequeña unidad de seis hombres – el teniente comandante Donald “Davo” Davision, el teniente Bobby Ross, el marino de enlace Andrew “Happy” Houston, el cabo Clair Steward, el cabo Archie Campbell y el soldado Douglas Warne – dentro del puerto de Singapur, donde se cree que hundieron tres navíos.
Mientras el resto de la tripulación regresó a salvo a Merapas, la unidad que incursionó, corrió con una suerte diferente. Los japoneses se enfrentaron a Lyon y a su compañía en la isla de Soreh. Un enfrentamiento subsecuente dejó a Davidson y a Campbell gravemente heridos. Lyon, Ross y Steward permanecieron en Soreh para repeler a los japoneses y permitir el escape de los heridos. Después de una épica batalla, Lyon y Ross murieron por la explosión de una granada de mano el 16 de octubre de 1944 y Steward fue capturado. Davidson y Campbell llegaron a la isla de Tapai, en donde murieron el 18 de octubre, quizás por sus heridas o por haber ingerido sus píldoras de suicidio. 
Los dos miembros restantes de la unidad de incursión, Houston y Warne, regresaron a Merapas.